# اوستر جی فمیلی
اوستر جی فمیلی (به انگلیسی: Auster_J_family) یک هواگرد ملخ‌پیشین تک‌موتوره از نوع تجاری سبک ساخت شرکت Auster است. هواگرد اوستر جی فمیلی نخستین پروازش را در ۱۹۴۵ میلادی انجام داد. در مجموع، بیش از ۱۰۰ فروند از این هواگرد ساخته شده‌است.